# Luisa Josefina Hernández
Luisa Josefina Hernández (Ciudad de México, 2 de noviembre de 1928-16 de enero de 2023) fue una dramaturga, novelista, ensayista y traductora mexicana.

## Semblanza biográfica
Estudió la maestría en Letras con especialización en Arte Dramático en la Facultad de Filosofía y Letras de la Universidad Nacional Autónoma de México (UNAM).Fue becada por la Fundación Rockefeller en 1955.
Fue parte de una generación de intelectuales egresados de la misma facultad, entre quienes fueron de los más cercanos Emilio Carballido, Rosario Castellanos, Sergio Magaña y Jorge Ibargüengoitia. Su profesor, Rodolfo Usigli, le asignó la cátedra de Teoría Dramática en la Facultad de Filosofía y Letras de la UNAM, donde fue la primera y única mujer en el siglo XX en ser nombrada profesora emérita.
Desarrolló un sistema de análisis dramático útil para el trabajo teatral, además de ser una maestra formadora de artistas teatrales como Hugo Argüelles, Juan Tovar, Luis Moreno, Juan García Ponce, Óscar Villegas, entre otros. 
En 1971, fue acreedora del Premio Magda Donato por Nostalgia de Troya. En 1982 recibió el Premio Xavier Villaurrutia por Apocalipsis cum figuirs. Fue ganadora del Premio Nacional de Ciencias y Artes en el área de Lingüística y Literatura por el gobierno federal de México en 2002. Fue Creadora Emérita del Consejo Nacional para la Cultura y las Artes.
Un mes después de su fallecimiento, el 14 de febrero del 2023, el Senado de la República le dio el Premio al Mérito Literario "Rosario Castellanos" correspondiente al año 2022 por su labor en la narrativa, dramaturgia y teatro. Su hija, Luisa Rossi Hernández, recibió el premio en su nombre. 

## Obra

### Cuento
- Una noche para Bruno (2007)

### Novela
- Apocalipsis cum figuris (Premio Xavier Villaurrutia, 1951)
- El lugar donde crece la hierba (Universidad Veracruzana, 1956)
- La plaza de Puerto Santo (Letras Mexicanas, 1961)
- Los palacios desiertos (Serie del volador, Joaquín Mortiz, 1963)
- La cólera secreta (1964)
- El valle que elegimos (1965)
- " La noche exquisita" (Universidad Veracruzana, 1965)
- La memoria de Amadís (1967)
- La Cabalgata (1969)
- Nostalgia de Troya (1970)
- Apostasía (1978)
- Como los gorriones
- Las confesiones
- "Roch", novela hagiográfica (Ficción, Universidad Veracruzana, 2008)
- Mis tiendas y mis toldos (2016)

### Teatro
- Aguardiente de caña (1951)
- Botica modelo (1954)
- Los frutos caídos (1955)
- Los huéspedes reales (1956)
- La paz ficticia (1960)
- Figuraciones
- "La calle de la gran ocasión: siete diálogos" (1981)
- El orden de los factores (1983)
- El amigo secreto (1986)
- Carta de Navegaciones Submarina (1987)
- Almeida Danzón (1989)
- Habrá poesía (1990)
- Las bodas (1993)
- Zona templada (1993)
- En una noche como ésta (1994)
- Los grandes muertos
- Agonía
- El gran parque (2014)
- Las ruinas[9]
- Los sordomundos
- La corona del ángel
- Arpas blancas... conejos dorados
- El galán de ultramar
- Apocrypha
- La amante
- Fermento y sueño
- Tres perros y un gato